# Rory Loy
Rory Loy (* 19. März 1988 in Dumfries) ist ein ehemaliger schottischer Fußballspieler.

## Vereinskarriere
Rory Loy begann seine Karriere 2002 im Alter von 14 Jahren beim FC Kilmarnock. Bis zum Jahr 2006 spielte der Stürmer in der Youth Academy des Vereins, bevor ihn die Glasgow Rangers für eine Ablösesumme verpflichteten. Erst zwei Jahre nach Vertragsunterschrift im November 2008 debütierte Loy für die Rangers in der Ligapartie gegen Inverness Caledonian Thistle, als er für Kenny Miller eingewechselt wurde. Bis Ablauf des Vertrages im Sommer 2011 kam Lory nur in einem weiteren Ligaspiel für die Glasgower zum Einsatz. Zwischenzeitlich wurde der junge Angreifer zum schottischen Zweitligisten Dunfermline Athletic, sowie zum Ligarivalen der Rangers, dem FC St. Mirren verliehen. Im Januar 2011 wechselte Loy nach England zum dortigen Drittligisten Carlisle United. Mit diesem gewann er im ersten Jahr der Vereinszugehörigkeit den Titel der League Trophy als im Finale der FC Brentford bezwungen wurde. Für den Verein aus der im Nordwesten von England gelegenen Grafschaft Cumbria spielte Loy zwei Spielzeiten lang, bevor er nach Schottland zurückkehrte. Er fand mit dem Zweitligisten FC Falkirk einen neuen Club. Diesem verhalf er mit 20 Treffern in der Saison 2013/14 zur Teilnahme an den Aufstieg-Play-offs. Zugleich wurde Loy Torschützenkönig. Im Sommer 2015 wechselte Loy zum schottischen Erstligisten FC Dundee.

## Nationalmannschaftskarriere
Zwischen den Jahren 2008 und 2009 spielte Loy in fünf Länderspielen der Schottischen U-21. Dabei konnte er in der zweiten Partie nach seinem Debüt gegen Nordirland, gegen Aserbaidschan seinen einzigen Treffer erzielen.

## Erfolge
mit Carlisle United:
- Football League Trophy: 2010/11

Individuell:
- Torschützenkönig der Scottish Championship 2013/14